# Desmodium heterocarpon
Desmodium heterocarpon är en ärtväxtart som först beskrevs av Carl von Linné, och fick sitt nu gällande namn av Augustin Pyrame de Candolle. Desmodium heterocarpon ingår i släktet Desmodium och familjen ärtväxter.

## Underarter
Arten delas in i följande underarter:
- D. h. angustifolium
- D. h. birmanicum
- D. h. ovalifolium
- D. h. heterocarpon
- D. h. strigosum

## Bildgalleri

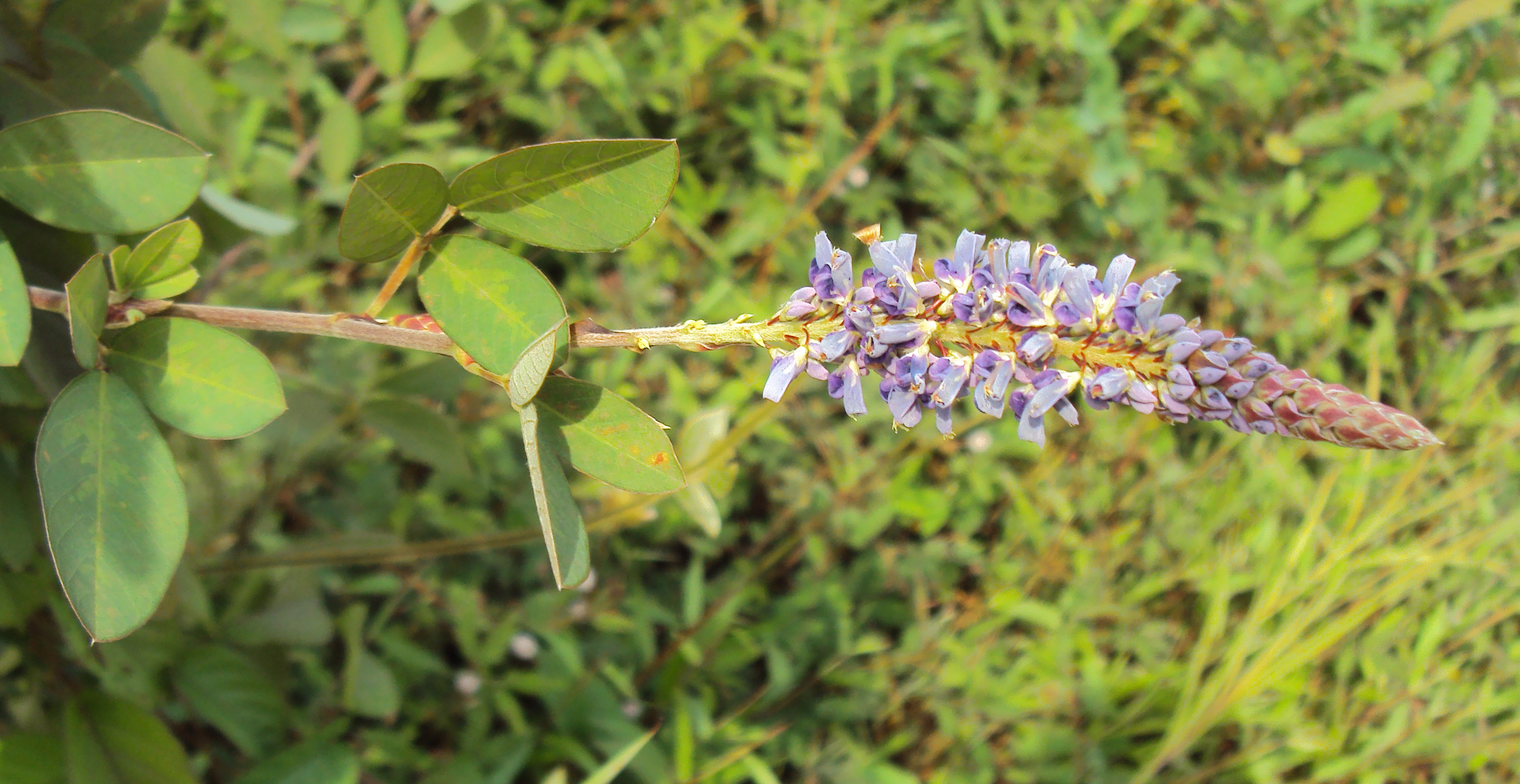
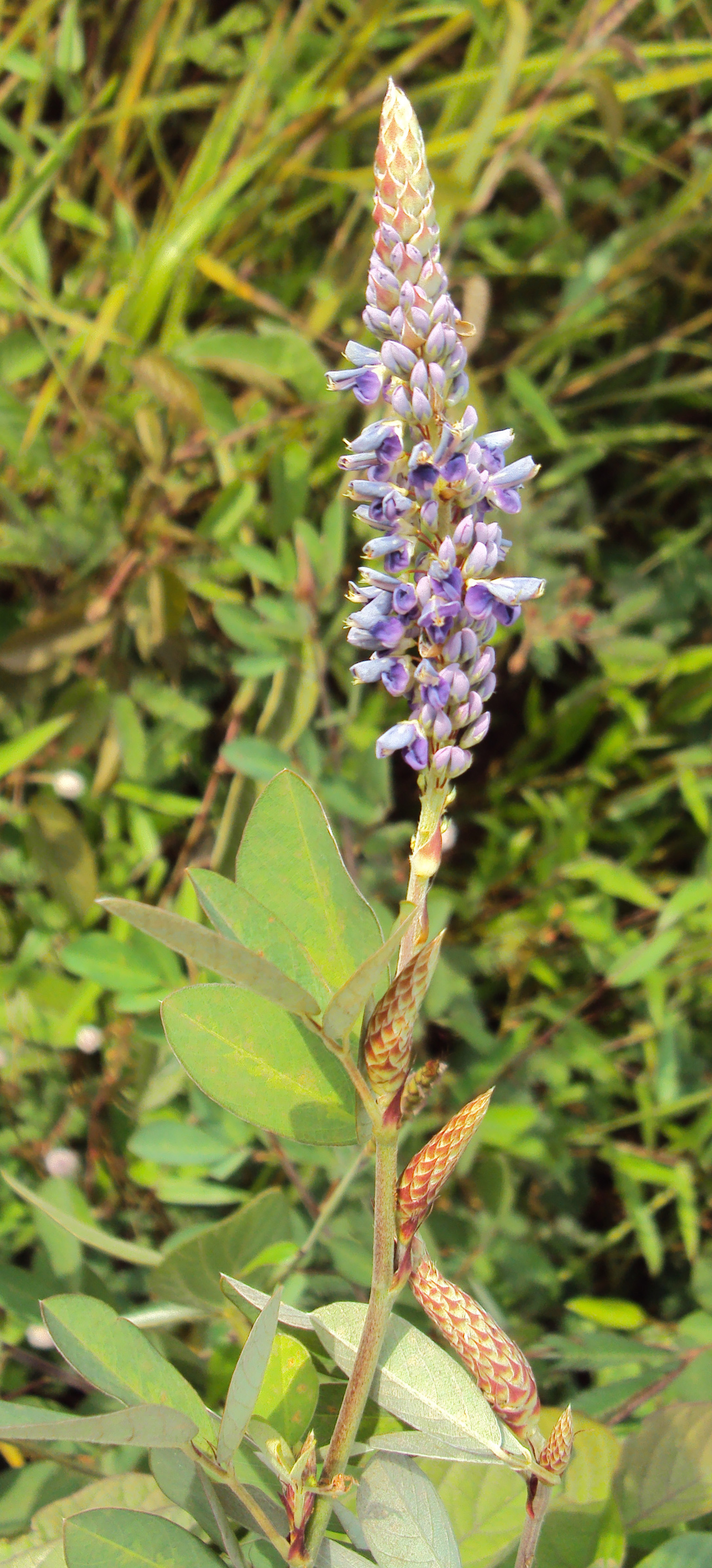
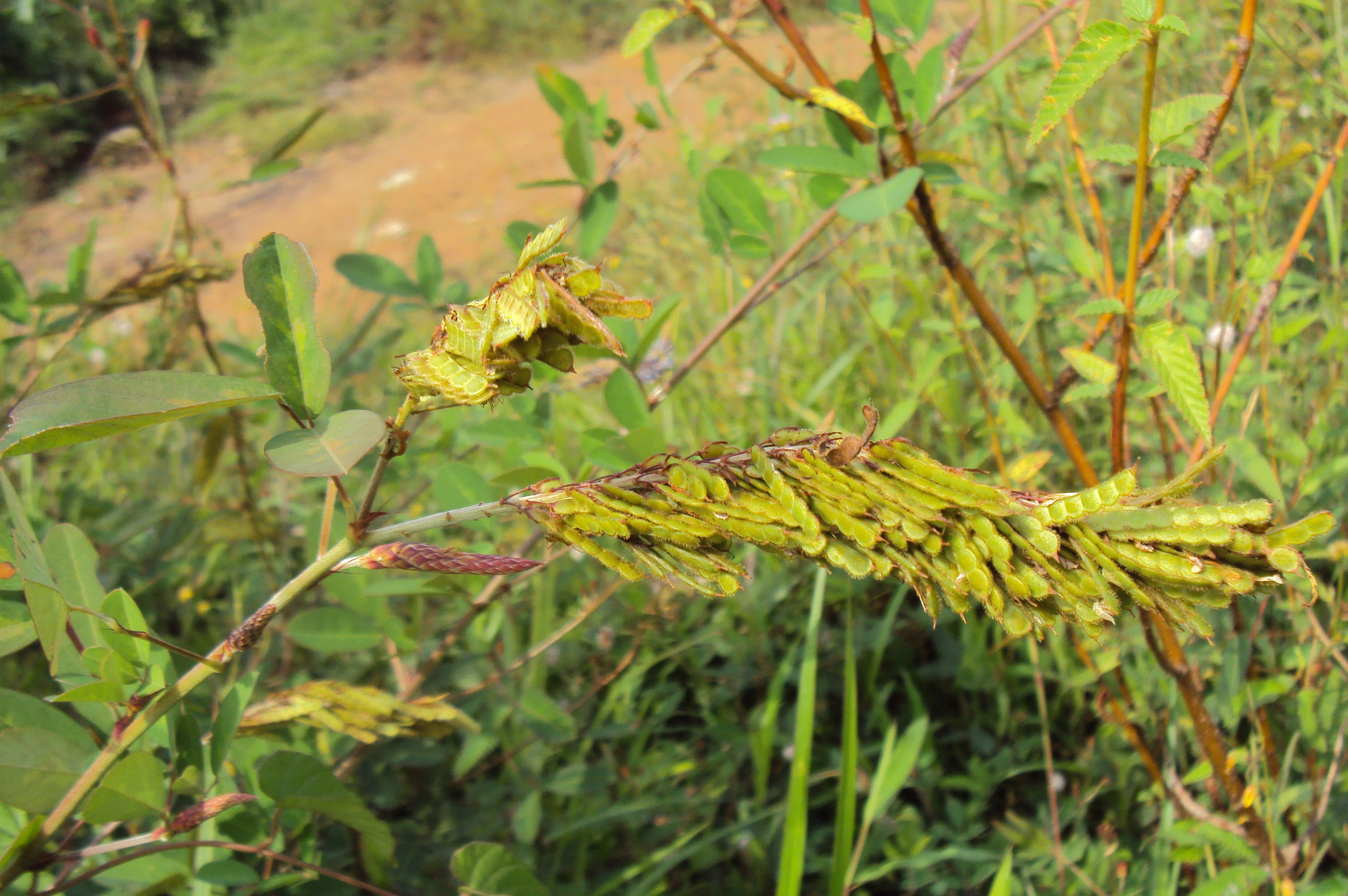
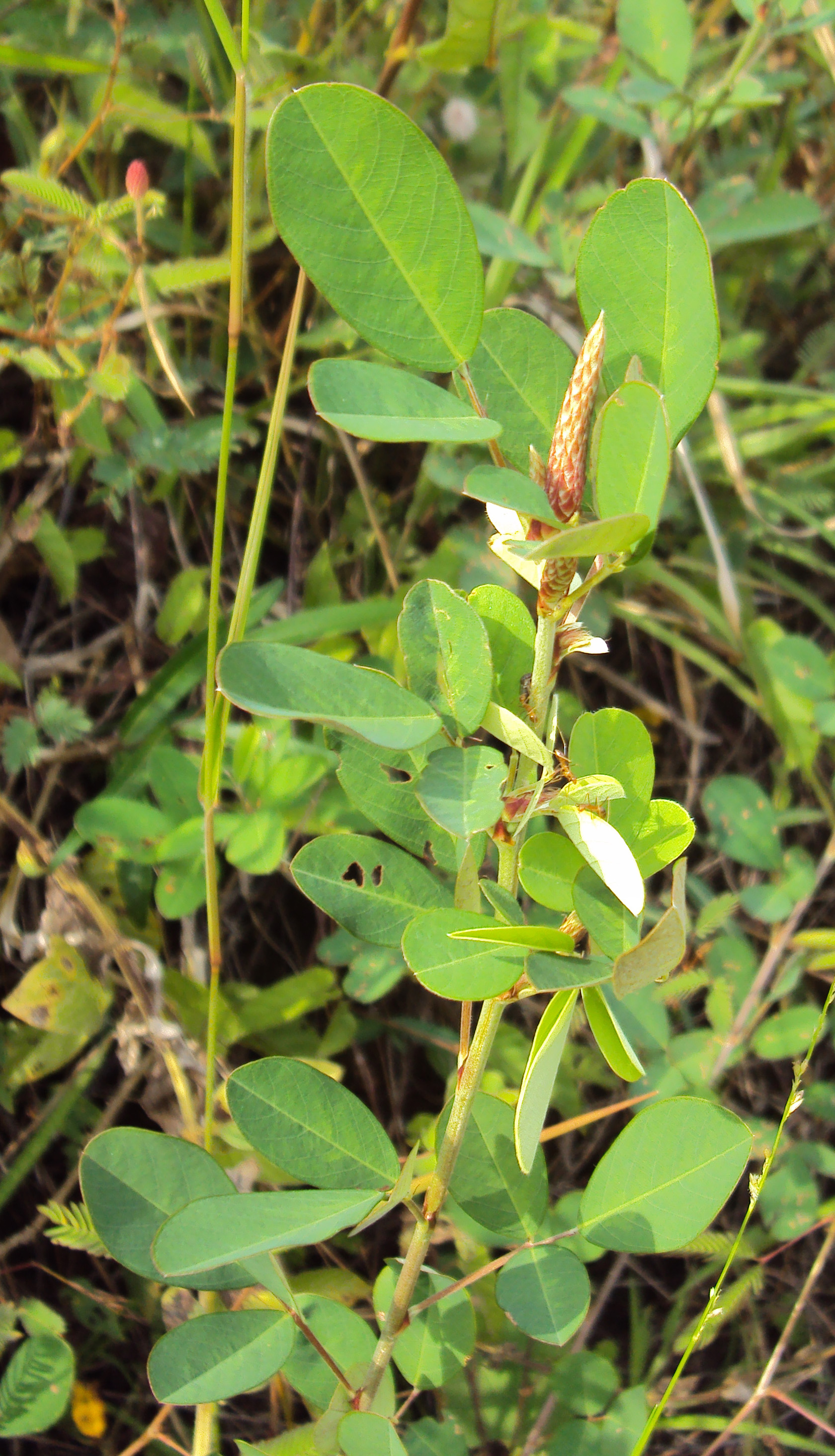